# Tranter-Perkussionsrevolver

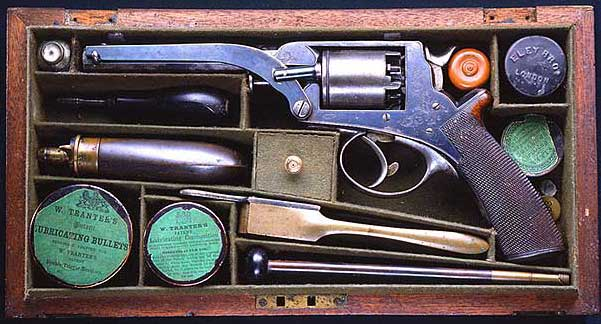
Zweites Modell des Tranter-Revolvers, als Version mit nur einem Abzug. Diese Waffe stammt aus der Sammlung des Generals J. E. B. Stuart

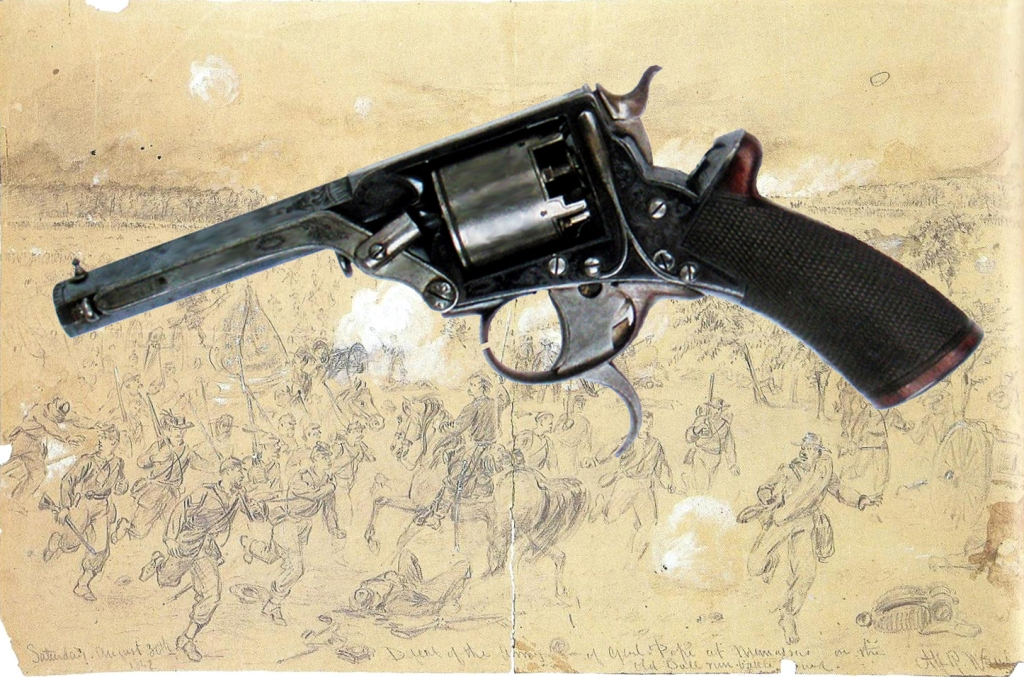
Tranter Revolver, erstes Modell, unten der Spannabzug

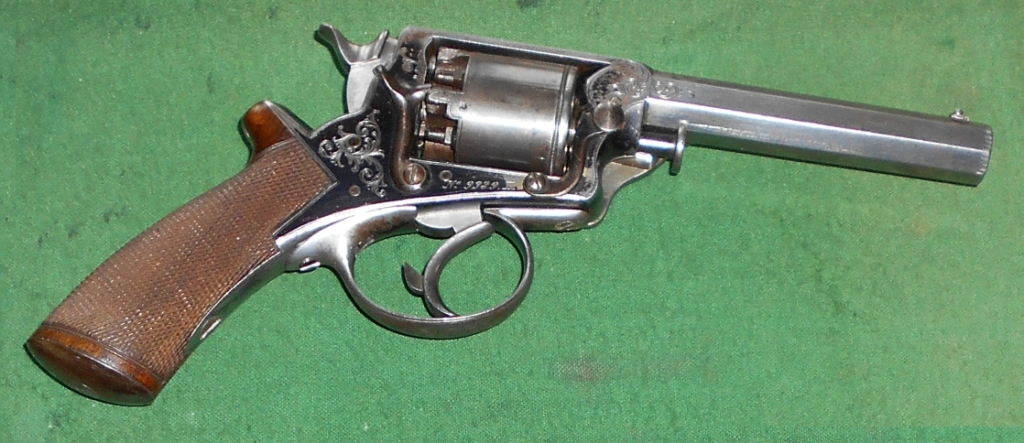
Tranter Revolver, zweites Modell

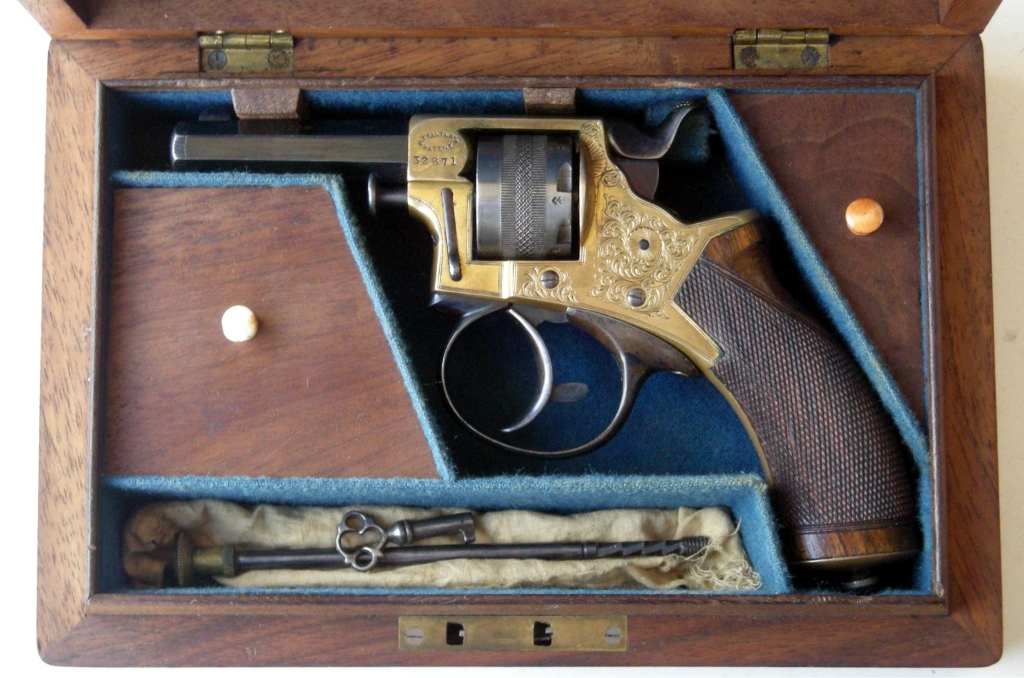
Tranter .230 Patronenrevolver

Der Tranter-Perkussionsrevolver war ein Perkussionsrevolver, der um 1856 vom englischen Waffenschmied William Tranter entwickelt wurde. Er wurde als Double-Action-Revolver hergestellt, wobei es ein Double-Action-Modell gab, das sich eines speziellen Doppelabzugmechanismus bediente. Die Waffe war eine Weiterentwicklung des Beaumont-Adams-Revolvers.

## Geschichte

### Bis zum Amerikanischen Bürgerkrieg
William Tranter (1816–1890) war ein englischer Waffenschmied, der sich mit Modifikationen der Modelle von  Robert Adams beschäftigte. Bereits im Jahre 1853 hatte er schon über 8000 Perkussionsrevolver produziert.  
Sein erstes Modell war noch auf dem Rahmen eines Adams-Revolvers aufgebaut, besaß aber schon einige Modifikationen in der Mechanik, die Tranter gemeinsam mit James Kerr entwickelte. Daher wurde das erste Modell unter dem Namen Tranter-Adams-Kerr-Revolver auf den Markt gebracht. Grundsätzlich war das eine Modifikation des Beaumont-Adams Revolvers. 
Das interessanteste seiner Modelle war der Doppelabzug-Revolver. Tranter modifizierte das System von Adams und ließ sich den Doppelabzug 1853 patentieren. 
Mit dem Beginn des Sezessionskrieges in den USA stieg die Nachfrage nach ausländischen Waffen in den Südstaaten, da sie keinen Zugang mehr zu den Waffenfabriken im Norden hatten. Tranter konnte einen Vertrag mit der Importfirma Hyde & Goodrich in New Orleans abschließen, die seine Waffen importierte und vertrieb. Nach dem Ausbruch des Bürgerkrieges trennten sich Hyde & Goodrich und die Firma wurde in Thomas, Griswold & Company umbenannt. 
Da sich die Waffe als zuverlässig und funktional erwies, erfreute sie sich bald großer Beliebtheit bei der Südstaaten-Armee. Die Waffe wurde ursprünglich in sechs Kalibern hergestellt. In den USA setzen sich schließlich die Kaliber .36, .44 und .50 durch, wobei das .50er sehr populär wurde. Tranter entwickelte für den US-Markt sogar eine Army- (Kaliber .44)  und eine Navy-Version (Kaliber .36).

### Erfolge nach dem Bürgerkrieg
Nach Beendigung des Krieges produzierte Tranter nach wie vor Perkussionsrevolver, da viele Leute meinten, dieses System sei sicherer und auch billiger als die „neumodischen“ Patronenrevolver. Tranter sicherte sich jedoch 1863 das Patent für Randfeuerpatronen in England, wo er einer ersten war. Er begann mit der Produktion, wobei er nach wie vor denselben Rahmen verwendete. Schon 1868 begann er mit der Herstellung von Revolvern für Zentralfeuerpatronen. 
Bereits 1867 wurde seine Fabrik vergrößert: in Aston Cross (England) eröffnete er ein neues Werk unter dem Namen The Tranter Gun and Pistol Factory. Unter anderem erhielt er 1878 einen Vertrag von der Britischen Armee für die Lieferung von Revolvern. 
Zwischen 1849 und 1888 meldete Tranter 24 Patente für Waffen an, allein 19 davon für Patronenwaffen.

## Aufbau/Funktionsweise
Der Tranter-Revolver war eine Waffe mit einem geschlossenen Rahmen, der optisch sehr stark dem Beaumont-Adams-Revolver ähnelte. Links vom Rahmen war der Ladebügel angebracht, die Trommel hatte horizontal angeordnete Zündnippel. Im Laufe der 3 Modelle die von Tranter entwickelt wurden, änderte sich lediglich die Befestigung der Laderamme. War diese beim ersten Modell noch abnehmbar, so war sie beim zweiten Modell durch einen Keil am Rahmen und einem Haken am Lauf fixiert. Erst beim dritten Modell (1856) entschloss man sich, die Laderamme mittels einer Schraube zu fixieren. 
Eine Besonderheit war der Tranter-Doppelabzugrevolver: dieser hatte unter dem Abzugsbügel einen zweiten Abzug, der zum Spannen des Hahns diente. Der Hahn bei diesem Modell hatte nämlich keinen Sporn mehr und konnte somit nicht klassisch mit dem Daumen gespannt werden. Um die Waffe im Single-Action-Modus zu benutzen, musste man zuerst den unteren Abzug betätigen, dieser spannte den Hahn, dann konnte man mit dem oberen Abzug den Schuss abfeuern. Wollte man die Waffe im Double-Action-Modus verwenden, musste man beide Abzüge gleichzeitig betätigen, wobei der untere Abzug mit dem Mittelfinger betätigt wurde. Nur als Modell mit einem Abzug hatte der Hahn den üblichen Sporn.

## Sonstiges
Berühmte Träger der Waffe waren Allan Pinkerton, Gründer der Detektei Pinkerton (die unter anderem Jesse James verfolgte) und der Südstaatengeneral James Ewell Brown Stuart.